# Ghiacciaio Minnesota
Il ghiacciaio Minnesota (in inglese: Minnesota Glacier) è un ampio ghiacciaio lungo circa 70 km e largo 9, situato sulla costa di Zumberge, nella parte occidentale della Terra di Ellsworth, in Antartide. In particolare, il ghiacciaio, il cui punto più alto si trova a circa 1.500 m s.l.m., taglia longitudinalmente in due la catena delle montagne di Ellsworth, scorrendo verso est tra la dorsale Sentinella, a nord, e la dorsale Patrimonio, a sud, fino ad entrare nel flusso di ghiaccio Rutford, all'estremità orientale della suddetta catena montuosa. Lungo il suo corso, il flusso del ghiacciaio Minnesota è arricchito da quello di molti altri ghiacciai suoi tributari, primi tra tutti il ghiacciaio Nimitz, che gli si unisce da nord, e il ghiacciaio Splettstoesser, che gli si unisce da sud. Altri tributari del Minnesota sono poi, da nord, i ghiacciai Carey, Hudman e Wessbecher e, da sud, i ghiacciai Gowan e Webster.

## Storia
Il ghiacciaio Minnesota è stato così battezzato dal Comitato consultivo dei nomi antartici in onore dell'Università del Minnesota a Minneapolis, che ha inviato spedizioni di ricerca nelle Montagne di Ellsworth nei periodi 1961-62, 1962-63 e 1963-64.